# Gara Cotroceni
Gara Cotroceni este numele unei foste gări din București. A existat și o a doua stație de cale ferată numită Halta Cotroceni
Prima din cele două stații a fost amplasată lângă Palatul Cotroceni, deservind servind trenurilor regale. Halta a fost desființată în anii 1960, împreună cu tronsoanele de linie care o legau de rețeaua CFR. Clădirea fostei halte servește azi drept una din intrările Palatului Cotroceni. În respectiva zonă a fost edificată o stradă, cu rolul de a fluidiza traficul. 

Gara propriu-zisă a fost situată la aproximativ 1,5 km de vechea gară, în spatele fabricii APACA, lângă fabrica de pâine "Lujerului" și în vecinătate complexului Plaza România, pe vechea linie internă a orașului (Centură-Militari-Cotroceni-Trafic Greu-Filaret-Giurgiului-Progresu, azi limitată la Centură-zona AFI Palace Cotroceni). Gara actual nu mai este operațională, fiind folosită din 1988 un timp ca stație terminus, exclusiv pentru marfă. Administratorul gării era CFR Infrastructură pentru CFR Marfă. 